# Campeonato Europeo de Salto Ecuestre
El Campeonato Europeo de Salto Ecuestre es la máxima competición europea de la especialidad hípica de salto. Se realiza cada año impar desde 1957 bajo la organización de la Federación Ecuestre Internacional (FEI).
Alemania se ha alzado como la nación más exitosa del continente en esta especialidad de la hípica, con 21 títulos de campeón europeo (14 individuales y 7 por equipos) y 49 medallas en total. El segundo lugar lo ocupa el Reino Unido con 11 títulos en total (6 individual y 5 por equipos) y 33 medallas totales.

## Individual
| Núm.   | Año  | Sede                         | Oro                                                      | Plata                                        | Bronce                                          |
| ------ | ---- | ---------------------------- | -------------------------------------------------------- | -------------------------------------------- | ----------------------------------------------- |
| I      | 1957 | Róterdam · ( Países Bajos)   | Hans Günter Winkler (Sonnenglanz) RFA                    | Bernard de Fombelle (Bucéphale) Francia      | Salvatore Oppes · (Pagoro) · Italia             |
| II     | 1958 | Aquisgrán ( RFA)             | Fritz Thiedemann (Meteor) RFA                            | Piero d'Inzeo · (The Rock) · Italia          | Hans Günter Winkler (Halla) RFA                 |
| III    | 1959 | París ( Francia)             | Piero d'Inzeo · (Uruguay) · Italia                       | Pierre Jonquères d'Oriola (Virtuoso) Francia | Fritz Thiedemann (Godewind) RFA                 |
| IV     | 1961 | Aquisgrán ( RFA)             | David Broome (Sunsalve) Reino Unido                      | Piero d'Inzeo · (Pioneer) · Italia           | Hans Günter Winkler (Feuerdorn) RFA             |
| V      | 1962 | Londres ( Reino Unido)       | David Barker (Mister Softee) Reino Unido                 | Hans Günter Winkler (Romanus) RFA            | Piero d'Inzeo · (The Rock) · Italia             |
| VI     | 1963 | Roma · ( Italia)             | Graziano Mancinelli · (Rockette) · Italia                | Alwin Schockemöhle (Freiherr) RFA            | Harvey Smith (O'Malley) Reino Unido             |
| VII    | 1965 | Aquisgrán ( RFA)             | Hermann Schridde (Dozent) RFA                            | Alwin Schockemöhle (Exakt) RFA               | —                                               |
| VIII   | 1967 | Róterdam · ( Países Bajos)   | David Broome (Mister Softee) Reino Unido                 | Harvey Smith (Harvester) Reino Unido         | Alwin Schockemöhle (Pesgö) RFA                  |
| IX     | 1969 | Hickstead ( Reino Unido)     | David Broome (Mister Softee) Reino Unido                 | Alwin Schockemöhle (Donald Rex) RFA          | Hans Günter Winkler (Enigk) RFA                 |
| X      | 1971 | Aquisgrán ( RFA)             | Hartwig Steenken (Simona) RFA                            | Harvey Smith (Evan Jones) Reino Unido        | Paul Weier · (Wulf) · Suiza                     |
| XI     | 1973 | Hickstead ( Reino Unido)     | Paddy McMahon (Pennwood Forge Mill) Reino Unido          | Alwin Schockemöhle (The Robber) RFA          | Hubert Parot (Tic) Francia                      |
| XII    | 1975 | Múnich ( RFA)                | Alwin Schockemöhle (Warwick) RFA                         | Hartwig Steenken (Erle) RFA                  | Sönke Sönksen (Kwept) RFA                       |
| XIII   | 1977 | Viena · ( Austria)           | Johan Heins · (Seven Valleys) · Países Bajos             | Edward Macken (Kerrygold) Irlanda            | Anton Ebben · (Jumbo Design) · Países Bajos     |
| XIV    | 1979 | Róterdam · ( Países Bajos)   | Gerhard Wiltfang (Roman) RFA                             | Paul Schockemöhle (Deister) RFA              | Hugo Simon · (Gladstone) · Austria              |
| XV     | 1981 | Múnich ( RFA)                | Paul Schockemöhle (Deister) RFA                          | Malcolm Pyrah (T. Anglezarke) Reino Unido    | Bruno Candrian · (Van Gogh) · Suiza             |
| XVI    | 1983 | Hickstead ( Reino Unido)     | Paul Schockemöhle (Deister) RFA                          | John Whitaker (Ryans Son) Reino Unido        | Frédéric Cottier (Flambeau) Francia             |
| XVII   | 1985 | Dinard ( Francia)            | Paul Schockemöhle (Deister) RFA                          | Heidi Robbiani · (Jessica) · Suiza           | John Whitaker (Hopscotch) Reino Unido           |
| XVIII  | 1987 | San Galo · ( Suiza)          | Pierre Durand (Jappeloup) Francia                        | John Whitaker (Milton) Reino Unido           | Nick Skelton (Apollon) Reino Unido              |
| XIX    | 1989 | Róterdam · ( Países Bajos)   | John Whitaker (Milton) Reino Unido                       | Michael Whitaker (Mon Santa) Reino Unido     | Jos Lansink · (Felix) · Países Bajos            |
| XX     | 1991 | La Baule ( Francia)          | Éric Navet (Quito de Baussy) Francia                     | Franke Sloothaak · (Walzerkönig) · Alemania  | Jos Lansink · (Egano) · Países Bajos            |
| XXI    | 1993 | Gijón · ( España)            | Wilhelm Melliger · (Quinta C) · Suiza                    | Michel Robert (Miss S.P.) Francia            | Michael Whitaker (Midnight Madness) Reino Unido |
| XXII   | 1995 | San Galo · ( Suiza)          | Peter Charles (La Ina) Irlanda                           | Michael Whitaker (Ev. Two Step) Reino Unido  | Wilhelm Melliger · (Calvaro) · Suiza            |
| XXIII  | 1997 | Mannheim · ( Alemania)       | Ludger Beerbaum · (Ratina) · Alemania                    | Hugo Simon · (E.T. FRH) · Austria            | Wilhelm Melliger · (Calvaro V) · Suiza          |
| XXIV   | 1999 | Hickstead ( Reino Unido)     | Alexandra Ledermann (Rochet M) Francia                   | Markus Fuchs · (Tinka's Boy) · Suiza         | Lesley McNaught · (Dulf) · Suiza                |
| XXV    | 2001 | Arnhem · ( Países Bajos)     | Ludger Beerbaum · (Gladdys) · Alemania                   | Ludo Philippaerts · (Otterongo) · Bélgica    | Rolf-Göran Bengtsson · (Pialota) · Suecia       |
| XXVI   | 2003 | Donaueschingen · ( Alemania) | Christian Ahlmann · (Cöster) · Alemania                  | Ludger Beerbaum · (Goldfever 3) · Alemania   | Marcus Ehning · (For Pleasure) · Alemania       |
| XXVII  | 2005 | San Patrignano · ( Italia)   | Marco Kutscher · (Montender) · Alemania                  | Christina Liebherr · (No Mercy) · Suiza      | Jeroen Dubbeldam · (Nassau) · Países Bajos      |
| XXVIII | 2007 | Mannheim · ( Alemania)       | Meredith Michaels-Beerbaum · (Shutterfly) · Alemania     | Jos Lansink · (Cumano) · Bélgica             | Ludger Beerbaum · (Goldfever) · Alemania        |
| XXIX   | 2009 | Windsor ( Reino Unido)       | Kevin Staut (Kraque Boom) Francia                        | Carsten-Otto Nagel · (Corradina) · Alemania  | Albert Zoer · (Oki Doki) · Países Bajos         |
| XXX    | 2011 | Madrid · ( España)           | Rolf-Göran Bengtsson · (Ninja La Silla) · Suecia         | Carsten-Otto Nagel · (Corradina) · Alemania  | Nick Skelton (Carlo) Reino Unido                |
| XXXI   | 2013 | Herning ( Dinamarca)         | Roger-Yves Bost (Castle Forbes Myrtille Paulois) Francia | Benjamin Maher (Cella) Reino Unido           | Scott Brash (Hello Sanctos) Reino Unido         |
| XXXII  | 2015 | Aquisgrán · ( Alemania)      | Jeroen Dubbeldam · (SFN Zenith) · Países Bajos           | Grégory Wathelet · (Conrad de Hus) · Bélgica | Simon Delestre (Ryan des Hayettes) Francia      |
| XXXIII | 2017 | Gotemburgo · ( Suecia)       | Peder Fredricson · (H&M All In) · Suecia                 | Harrie Smolders · (Don VHP Z) · Países Bajos | Cian O'Connor (Good Luck) Irlanda               |
| XXXIV  | 2019 | Róterdam · ( Países Bajos)   | Martin Fuchs · (Clooney 51) · Suiza                      | Benjamin Maher (Explosion W) Reino Unido     | Jos Verlooy · (Igor) · Bélgica                  |
| XXXV   | 2021 | Riesenbeck · ( Alemania)     | André Thieme · (DSP Chakaria) · Alemania                 | Martin Fuchs · (Leone Jei) · Suiza           | Peder Fredricson · (Catch Me Not S) · Suecia    |
| XXXVI  | 2023 | Milán · ( Italia)            | Steve Guerdat · (Dynamix de Belheme) · Suiza             | Philipp Weishaupt · (Zineday) · Alemania     | Julien Épaillard (Dubai du Cedre) Francia       |
| XXXVII | 2025 | La Coruña · ( España)        | Richard Vogel · (United Touch S) · Alemania              | Scott Brash (Hello Folie) Reino Unido        | Gilles Thomas · (Ermitage Kalone) · Bélgica     |

### Medallero histórico
- Actualizado a La Coruña 2025.

| Núm. | País         | Oro | Plata | Bronce | Total |
| ---- | ------------ | --- | ----- | ------ | ----- |
| 1    | Alemania     | 16  | 12    | 8      | 36    |
| 2    | Reino Unido  | 6   | 10    | 6      | 22    |
| 3    | Francia      | 5   | 3     | 4      | 12    |
| 4    | Suiza        | 3   | 4     | 5      | 12    |
| 5    | Italia       | 2   | 2     | 2      | 6     |
| 6    | Países Bajos | 2   | 1     | 5      | 8     |
| 7    | Suecia       | 2   | 0     | 2      | 4     |
| 8    | Irlanda      | 1   | 1     | 1      | 3     |
| 9    | Bélgica      | 0   | 3     | 2      | 5     |
| 10   | Austria      | 0   | 1     | 1      | 2     |
|      | TOTAL        | 37  | 37    | 36     | 110   |

## Por equipos
| Núm.   | Año         | Sede                         | Oro | Plata | Bronce |
| ------ | ----------- | ---------------------------- | --- | --- | --- |
| I – XI | 1957 – 1973 | No realizados                | No realizados | No realizados | No realizados |
| XII    | 1975        | Múnich ( RFA)                | Alwin Schockemöhle (Warwick Rex) Hartwig Steenken (Erle) Sönke Sönksen (Kwept) Hendrik Snoek (Rasputin) RFA                                                                 | Paul Weier · (Wulf) · Walter Gabathuler · (Butterfly) · Bruno Candrian · (Golden Shuttle) · Jürg Friedli · (Firebird) · Suiza                                      | Jean-Marcel Rozier (Bayard de Maupas) Gilles Bertrán de Balanda (Bearn) Michel Roche (Un Espoir) Hubert Parot (Rivage) Francia                                   |
| XIII   | 1977        | Viena · ( Austria)           | Johan Heins · (Seven Valleys) · Henk Nooren · (Pluco) · Anton Ebben · (Jumbo Design) · Harry Wouters van der Oudenweyer · (Salerno) · Países Bajos                          | David Broome (Philco) Deborah Johnsey (Moxy) Derek Ricketts (Hydrophane Coldstream) Harvey Smith (Olympic Star) Reino Unido                                        | Paul Schockemöhle (Agent) Norbert Koof (Minister) Gerhard Wiltfang (Davos) Lutz Merkel (Salvaro) RFA                                                             |
| XIV    | 1979        | Róterdam · ( Países Bajos)   | Derek Ricketts (Hydrophane Coldstream) Caroline Bradley (Tigre) David Broome (Queensway Big Q) Malcolm Pyrah (Law Court) Reino Unido                                        | Gerhard Wiltfang (Roman) Paul Schockemöhle (Deister) Peter Luther (Livius) Heinrich-Wilhelm Johannsmann (Sarto) RFA                                                | Edward Macken (Carroll's Boomerang) Con Power (Rockbarton) Gerard Mullins (Ballinderry) John Roche (Maigh Cuillin) Irlanda                                       |
| XV     | 1981        | Múnich ( RFA)                | Paul Schockemöhle (Deister) Peter Luther (Livius) Gerhard Wiltfang (Roman) Norbert Koof (Fire) RFA                                                                          | Bruno Candrian · (Van Gogh) · Walter Gabathuler · (Harley) · Thomas Fuchs · (Willora Carpets) · Wilhelm Melliger · (Trumpf Buur) · Suiza                           | Emile Hendrix · (Livius) · Johan Heins · (Larramy) · Henk Nooren · (Opstalan II) · Rob Ehrens · (Koh-I-Noor) · Países Bajos                                      |
| XVI    | 1983        | Hickstead ( Reino Unido)     | Walter Gabathuler · (Beethoven II) · Wilhelm Melliger · (Van Gogh) · Thomas Fuchs · (Willora Swiss) · Heidi Robbiani · (Jessica V) · Suiza                                  | Malcolm Pyrah (Towerlands Anglezarke) John Whitaker (Ryan's Son) David Broome (Mr Ross) Harvey Smith (Sanyo Olympic Video) Reino Unido                             | Paul Schockemöhle (Deister) Michael Rüping (Caletto) Achaz von Buchwaldt (Wendy) Gerhard Wiltfang (Goldika) RFA                                                  |
| XVII   | 1985        | Dinard ( Francia)            | John Whitaker (Hopscotch) Michael Whitaker (Warren Point) Nick Skelton (Everest St James) Malcolm Pyrah (Towerlands Anglezarke) Reino Unido                                 | Heidi Robbiani · (Jessica V) · Wilhelm Melliger · (Beethoven II) · Philippe Guerdat · (Pybalia) · Walter Gabathuler · (The Swan) · Suiza                           | Paul Schockemöhle (Deister) Peter Luther (Livius) Michael Rüping (Silbersee) Franke Sloothaak (Walido) RFA                                                       |
| XVIII  | 1987        | San Galo · ( Suiza)          | Nick Skelton (Raffles Apollo) Michael Whitaker (Amanda) Malcolm Pyrah (Towerlands Anglezarke) John Whitaker (Milton) Reino Unido                                            | Philippe Rozier (Jiva Malesan) Pierre Durand (Jappeloup de Luze) Frédéric Cottier (Flambeau) Michel Robert (Pequignet Lafayette) Francia                           | Philippe Guerdat · (Lanciano V) · Markus Fuchs · (Shandor II) · Walter Gabathuler · (The Swan) · Wilhelm Melliger · (Corso) · Suiza                              |
| XIX    | 1989        | Róterdam · ( Países Bajos)   | Nick Skelton (Burmah Apollo) Michael Whitaker (Monsanta) József Túri (Kruger) John Whitaker (Milton) Reino Unido                                                            | Hervé Godignon (La Belletière) Philippe Rozier (Oscar Minotière Malésan) Michel Robert (Pequignet Lafayette) Pierre Durand (Jappeloup de Luze) Francia             | Walter Gabathuler · (The Swan) · Markus Fuchs · (Shandor) · Wilhelm Melliger · (Corso) · Thomas Fuchs · (Dollar Girl) · Suiza                                    |
| XX     | 1991        | La Baule ( Francia)          | Piet Raijmakers · (Ratina) · Jan Tops · (Top Gun La Scilla) · Emile Hendrix · (Aldato) · Jos Lansink · (Egano) · Países Bajos                                               | Nick Skelton (Phoenix Park) Michael Whitaker (Mon Santa) David Broome (Lannegan) John Whitaker (Henderson Milton) Reino Unido                                      | Wilhelm Melliger · (Quinta) · Markus Fuchs · (Shandor) · Rudolf Letter · (Nascon Cartier) · Thomas Fuchs · (Dollar Girl) · Suiza                                 |
| XXI    | 1993        | Gijón · ( España)            | Wilhelm Melliger · (Quinta C) · Lesley McNaught · (Mändli-Pirol IV) · Stefan Lauber · (Lugana II) · Thomas Fuchs · (Dylano) · Suiza                                         | Nick Skelton (Dollar Girl) Michael Whitaker (Midnight Madness) Mark Armstrong (Corella) John Whitaker (Gammon) Reino Unido                                         | Hubert Bourdy (San Patrignano Razzia) Michel Robert (Miss San Patrignano) Hervé Godignon (Twist du Valon) Éric Navet (Waiti Quito de Baussy) Francia             |
| XXII   | 1995        | San Galo · ( Suiza)          | Wilhelm Melliger · (Calvaro) · Lesley McNaught · (Mändli-Doenhoff) · Stefan Lauber · (Baby Network Escado) · Thomas Fuchs · (Major AC Folien) · Suiza                       | Nick Skelton (Everest Dollar Girl) Michael Whitaker (Everest Two Step) Alison Bradley (Endeavour) John Whitaker (Everest Welham) Reino Unido                       | Hervé Godignon (Unic du Perchis) Jean-Maurice Bonneau (Pironniere) Alexandra Ledermann (Rochet) Roger-Yves Bost (Souviens Toi III) Francia                       |
| XXIII  | 1997        | Mannheim · ( Alemania)       | Lars Nieberg · (For Pleasure) · Markus Beerbaum · (Lady Weingard) · Markus Merschformann · (Ballerina) · Ludger Beerbaum · (Ratina Z) · Alemania                            | Emile Hendrix · (Ten Cate Finesse) · Bert Romp · (Burg´s Mr Blue) · Jan Tops · (Top Gun La Silla) · Jos Lansink · (Nissan Calvaro Z) · Países Bajos                | Michael Whitaker (Ashley) Geoffrey Billington (Village It´s Otto) Robert Smith (Senator Tees Hanauer) John Whitaker (Welham) Reino Unido                         |
| XXIV   | 1999        | Hickstead ( Reino Unido)     | Carsten-Otto Nagel · (L’Eperon) · Meredith Michaels-Beerbaum · (Sprehe Stella) · Marcus Ehning · (For Pleasure) · Ludger Beerbaum · (Champion du Lys) · Alemania            | Lesley McNaught · (Dulf) · Markus Fuchs · (Tinka's Boy) · Beat Mändli · (Pozitano) · Wilhelm Melliger · (Calvaro) · Suiza                                          | Emile Hendrix · (RBG Finesse) · Jeroen Dubbeldam · (V&L De Sjiem) · Jan Tops · (Montemorelos la Silla) · Jos Lansink · (Nissan Carthago Z) · Países Bajos        |
| XXV    | 2001        | Arnhem · ( Países Bajos)     | Kevin Babington (Carling King) Jessica Kürten (Chesney-Bonita) Peter Charles (Traxdata Corrado) Dermott Lennon (Liscalgot) Irlanda                                          | Malin Baryard · (H&M Butterfly Flip) · Helena Lundbäck · (Utfors Mynta) · Rolf-Göran Bengtsson · (Isovlas Pialotta) · Peter Eriksson · (VDL Cardento) · Suecia     | Sören von Rönne · (Chandra) · Otto Becker · (Dobels Cento) · Lars Nieberg · (Esprit FRH) · Ludger Beerbaum · (Gladdys S) · Alemania                              |
| XXVI   | 2003        | Donaueschingen · ( Alemania) | Marcus Ehning · (For Pleasure) · Christian Ahlmann · (Cöster) · Otto Becker · (Dobel´s Cento) · Ludger Beerbaum · (Goldfever) · Alemania                                    | Éric Levallois (Diamant de Semilly) Reynald Angot (Tialoc M) Michel Hécart (Quilano de Kalvarie) Michel Robert (Galet d´Auzay) Francia                             | Wilhelm Melliger · (Gold du Talus) · Beat Mändli · (Pozitano) · Steve Guerdat · (Tepic La Silla) · Markus Fuchs · (Tinka´s Boy) · Suiza                          |
| XXVII  | 2005        | San Patrignano · ( Italia)   | Marco Kutscher · (Montender) · Christian Ahlmann · (Coster) · Meredith Michaels-Beerbaum · (Checkmate) · Marcus Ehning · (Gitania) · Alemania                               | Markus Fuchs · (La Toya III) · Christina Liebherr · (LB No Mercy) · Fabio Crotta · (Madame Pompadour M) · Steve Guerdat · (Isovlas Pialotta) · Suiza               | Jeroen Dubbeldam · (BMC Nassau) · Yves Houtackers · (Gran Corrado) · Leon Thijssen · (Nairobi) · Gerco Schröder · (Eurocommerce Monaco) · Países Bajos           |
| XXVIII | 2007        | Mannheim · ( Alemania)       | Vincent Voorn · (Alpapillon-Armanie) · Jeroen Dubbeldam · (Up and Down) · Albert Zoer · (Okidoki) · Gerco Schröder · (Eurocommerce) · Países Bajos                          | Marcus Ehning · (Noltes Küchengirl) · Christian Ahlmann · (Cöster) · Meredith Michaels-Beerbaum · (Shutterfly) · Ludger Beerbaum · (Goldfever) · Alemania          | Michael Whitaker (Suncal Portofino) David McPherson (Pilgrim II) Ellen Whitaker (Locarno) John Whitaker (Peppermill) Reino Unido                                 |
| XXIX   | 2009        | Windsor ( Reino Unido)       | Pius Schwizer · (Ulysse) · Daniel Etter · (Peu à Peu) · Steve Guerdat · (Jalisca Solier) · Clarissa Crotta · (West Side v. Meerputhoeve) · Suiza                            | Juan Carlos García · (Hamilton de Perhet) · Giuseppe d'Onofrio · (Landzeu) · Natale Chiaudani · (Snai Seldana di Campalto) · Piergiorgio Bucci · (Kanebo) · Italia | Marcus Ehning · (Plot Blue) · Carsten-Otto Nagel · (Corradina) · Thomas Mühlbauer · (Asti Spumante) · Meredith Michaels-Beerbaum · (Checkmate) · Alemania        |
| XXX    | 2011        | Madrid · ( España)           | Marco Kutscher · (Cornet Obolensky) · Carsten-Otto Nagel · (Corradina) · Janne Friederike Meyer · (Lambrasco) · Ludger Beerbaum · (Gotha FRH) · Alemania                    | Michel Robert (Kellemoi de Pepita) Pénélope Leprevost (Mylord Carthago) Kevin Staut (Silvana) Olivier Guillon (Lord de Theize) Francia                             | Nick Skelton (Carlo) Guy Williams (Titus) Benjamin Maher (Tripple X III) John Whitaker (Peppermill) Reino Unido                                                  |
| XXXI   | 2013        | Herning ( Dinamarca)         | Benjamin Maher (Cella) Michael Whitaker (Viking) William Funnell (Billy Congo) Scott Brash (Sanctos) Reino Unido                                                            | Daniel Deußer · (Cornet d´Amour) · Carsten-Otto Nagel · (Corradina) · Christian Ahlmann · (Codex One) · Ludger Beerbaum · (Chiara) · Alemania                      | Jens Fredricson · (Lunatic) · Angelica Augustsson · (Mic Mac du Tillard) · Henrik von Eckermann · (Gotha FRH) · Rolf-Göran Bengtsson · (Casall) · Suecia         |
| XXXII  | 2015        | Aquisgrán · ( Alemania)      | Jeroen Dubbeldam · (Zenith) · Maikel van der Vleuten · (Verdi) · Jur Vrieling · (Zirocco Blue) · Gerco Schröder · (Cognac Champblanc) · Países Bajos                        | Meredith Michaels-Beerbaum · (Fibonacci) · Christian Ahlmann · (Taloubet Z) · Ludger Beerbaum · (Chiara) · Daniel Deußer · (Cornet d'Amour) · Alemania             | Romain Duguet · (Quorida de Treho) · Martin Fuchs · (Clooney III) · Janika Sprunger · (Bonne Chance) · Paul Estermann · (Castlefield Eclipse) · Suiza            |
| XXXIII | 2017        | Gotemburgo · ( Suecia)       | Shane Sweetnam (Chaqui Z) Bertram Allen (Hector van d'Abdijhoeve) Denis Lynch (All Star) Cian O'Connor (Good Luck) Irlanda                                                  | Henrik von Eckermann · (Mary Lou) · Malin Baryard-Johnsson · (Cue Channa) · Douglas Lindelöw · (Zacramento) · Peder Fredricson · (All In) · Suecia                 | Nadja Peter Steiner · (Saura de Fondcombe) · Romain Duguet · (Twentytwo des Biches) · Martin Fuchs · (Clooney) · Steve Guerdat · (Bianca) · Suiza                |
| XXXIV  | 2019        | Róterdam · ( Países Bajos)   | Pieter Devos · (Claire Z) · Jos Verlooy · (Igor) · Jérôme Guéry · (Quel Homme) · Grégory Wathelet · (Nevados S) · Bélgica                                                   | Simone Blum · (DSP Alice) · Christian Ahlmann · (Clintrexo Z) · Marcus Ehning · (Comme il faut) · Daniel Deußer · (Tobago Z) · Alemania                            | Benjamin Maher (Explosion W) Holly Smith (Hearts Destiny) Amanda Derbyshire (Luibanta) Scott Brash (M'Lady) Reino Unido                                          |
| XXXV   | 2021        | Riesenbeck · ( Alemania)     | Elian Baumann · (Campari Z) · Bryan Balsiger · (AK's Courage) · Martin Fuchs · (Leone Jei) · Steve Guerdat · (Albfuehren's Maddox) · Suiza                                  | André Thieme · (DSP Chakaria) · Marcus Ehning · (Stargold) · Christian Kukuk · (Mumbai) · David Will · (C Vier) · Alemania                                         | Pieter Devos · (Jade vd Bisschop) · Jos Verlooy · (Varoune) · Olivier Philippaerts · (Le Blue Diamond) · Nicola Philippaerts · (Katanga v/h Dingeshof) · Bélgica |
| XXXVI  | 2023        | Milán · ( Italia)            | Henrik von Eckermann · (Iliana) · Wilma Hellström · (Cicci BJN) · Jens Fredricson · (Markan Cosmopolit) · Rolf-Göran Bengtsson · (Zuccero) · Suecia                         | Michael Duffy (Cinca 3) Trevor Breen (Highland President) Shane Sweetnam (James Kann Cruz) Eoin McMahon (Mila) Irlanda                                             | Gerfried Puck · (Equitron Naxcel V) · Katharina Rhomberg · (Cuma 5) · Max Kühner · (Elektric Blue P) · Alessandra Reich · (Oeli R) · Austria                     |
| XXXVII | 2025        | La Coruña · ( España)        | Nicola Philippaerts · (Katanga v/h Dingeshof) · Pieter Devos · (Casual DV Z) · Thibeau Spits · (Impress-K van't Kattenheye Z) · Gilles Thomas · (Ermitage Kalone) · Bélgica | Benjamin Maher (Dallas Vegas Batilly) Matthew Sampson (Medoc de Toxandria) Donald Whitaker (Millfield Colette) Scott Brash (Hello Folie) Reino Unido               | Marcus Ehning · (Coolio 42) · Sophie Hinners · (Iron Dames My Prins) · Christian Kukuk · (Just Be Gentle) · Richard Vogel · (United Touch S) · Alemania          |

### Medallero histórico
- Actualizado a La Coruña 2025.

| Núm. | País         | Oro | Plata | Bronce | Total |
| ---- | ------------ | --- | ----- | ------ | ----- |
| 1    | Alemania     | 7   | 6     | 6      | 19    |
| 3    | Reino Unido  | 5   | 6     | 4      | 15    |
| 2    | Suiza        | 5   | 5     | 6      | 16    |
| 4    | Países Bajos | 4   | 1     | 3      | 8     |
| 5    | Irlanda      | 2   | 1     | 1      | 4     |
| 6    | Bélgica      | 2   | 0     | 1      | 3     |
| 7    | Suecia       | 1   | 2     | 1      | 4     |
| 8    | Francia      | 0   | 4     | 3      | 7     |
| 9    | Italia       | 0   | 1     | 0      | 1     |
| 10   | Austria      | 0   | 0     | 1      | 1     |
|      | TOTAL        | 26  | 26    | 26     | 78    |

## Medallero histórico total
- Actualizado a La Coruña 2025.

| Núm. | País         | Oro | Plata | Bronce | Total |
| ---- | ------------ | --- | ----- | ------ | ----- |
| 1    | Alemania     | 23  | 18    | 14     | 55    |
| 2    | Reino Unido  | 11  | 16    | 10     | 37    |
| 3    | Suiza        | 8   | 9     | 11     | 28    |
| 4    | Países Bajos | 6   | 2     | 8      | 16    |
| 5    | Francia      | 5   | 7     | 7      | 19    |
| 6    | Suecia       | 3   | 2     | 3      | 8     |
| 7    | Irlanda      | 3   | 2     | 2      | 7     |
| 8    | Bélgica      | 2   | 3     | 3      | 8     |
| 9    | Italia       | 2   | 3     | 2      | 7     |
| 10   | Austria      | 0   | 1     | 2      | 3     |
|      | TOTAL        | 63  | 63    | 62     | 188   |

1. 1 2 3  Incluye las medallas obtenidas por la RFA entre 1949 y 1990.